# 사사키촌
사사키촌(佐々木村)은 니가타현 기타칸바라군에 있던 촌이다.

## 역사
- 1889년 4월 1일 - 정촌제 시행에 수반해 기타칸바라군 사사키촌이 성립하였다.
- 1959년 4월 10일 - 시바타시에 편입해 소멸하였다.

## 교통

### 철도
- 일본국유철도 (현 동일본 여객철도)
  - 하쿠신선

### 도로
- 1급 국도
  - 국도 제7호선

## 참고문헌
- 『市町村名変遷辞典』東京堂出版、1990年。